# Aricanduva (São Paulo)
Aricanduva (en Tupi-Guarani : "lieu où il y a beaucoup de palmiers de l'espèce airi") est un quartier de la zone est de la municipalité de São Paulo et appartient à la sous-préfecture homonyme, qui comprend également les quartiers de Vila Formosa et Carrão.
Il a une population de 89 622 habitants (2010) et une superficie de 6,6 km². Il abrite le Centro Comercial Leste Aricanduva, le plus grand centre commercial d'Amérique latine et l'avenue du même nom, qui joue un rôle important dans la mobilité de la zone est de São Paulo.

## Histoire
Au XVIIe siècle, le ruisseau Aricanduva était déjà mentionné, ainsi qu'un faubourg de la ville de São Paulo du même nom. L'origine d'Aricanduva remonte à environ 1902 et 1905, mais a été développée par des immigrants portugais à partir des années 1940.
Toute la zone était une grande ferme appartenant à Luis Americano, propriétaire de nombreuses terres, et du Parque do Carmo. Il transféra une partie du terrain au gouverneur de l'État de l'époque, Ademar de Barros, qui le divisa en lots et en fermes et créa une société de lotissement appelée Aricanduva.
L'ouverture de la partie orientale de la Radial Leste a rapproché le quartier du centre-ville et, en 1976, la construction de l'avenue Aricanduva sur le lit du ruisseau homonyme a stimulé le développement continu du district.

## Actualité
Aricanduva est connue pour la rivière et l'avenue du même nom. Avant les interventions de la sous-préfecture d'Aricanduva dans les cours d'eau et les rues pour prévenir les inondations, la région, en particulier les zones bordant le fleuve, était fortement touchée par les pluies estivales, entraînant une dévaluation immobilière. Le profil des maisons est mixte, c'est-à-dire qu'il présente des résidences pour les classes inférieures, principalement à la frontière avec la sous-préfecture de Sapopemba et les quartiers de Cidade Líder et São Matheus ; tandis que le profil moyen et moyen-élevé est concentré dans les quartiers de Jardim Aricanduva, Vila Antonieta, Jardim Vila Formosa et Vila Carrão, déjà proches des districts de Vila Formosa et Vila Carrão.
C'est un quartier en voie de verticalisation, qui s'est intensifié depuis 2011. Selon les cartes actuelles de la mairie de São Paulo, le Centro Educacional Unificado Formosa (CEU Formosa) est situé à Aricanduva, situé près de la frontière avec le quartier de Vila Formosa.
Avec les récents agrandissements du Centro Comercial Leste Aricanduva, qui en a fait le plus grand centre commercial d'Amérique latine en termes de superficie bâtie, et avec les nouveaux lancements immobiliers, les résidences de la région ont pris de la valeur et, en 2018, le mètre carré a atteint une valeur moyenne de 6 980,00 BRL, tandis que le revenu moyen par habitant du district - en 2017 - était de 3 828,40 BRL, selon la carte des inégalités publiée par Rede Nossa São Paulo.
Pourtant, la région se diversifie dans les établissements de loisirs. Depuis le début de la verticalisation en 2011, le nombre de salles de sport, boulangeries, bars avec musique live et autres commerces a augmenté.

## Centro Comercial Leste Aricanduva
L'ouverture de la section Radial Leste et la construction de l'avenue Aricanduva ont apporté des perspectives de progrès et ont stimulé le développement du quartier, qui dispose d'une infrastructure complète pour le commerce dans la région.
Le Shopping Aricanduva est le plus grand centre commercial du Brésil et d'Amérique latine, étant le neuvième au monde en superficie brute, avec 579 magasins et une superficie de 420 000 mètres carrés. Il est situé dans le quartier de Cidade Líder et son nom est dû à l'avenue sur laquelle il se trouve.

## Géographie

### Bassin hydrographique
Le district est situé sur le sous-bassin de la rivière Aricanduva, qui se jette dans la rivière Tietê et compte environ 100,4 km² de zone de drainage. Pendant la colonisation, le ruisseau a servi de lien entre Vila de São Paulo avec la Vallée du Paraíba au port de Santos et aussi avec Rio de Janeiro.

### Emplacement et infrastructure
Le quartier ne dispose pas de stations de métro, mais il existe de nombreuses lignes de bus SPTrans, principalement situées sur l'Avenida Rio das Pedras et l'Avenida Aricanduva. Les points forts incluent les quartiers de Vila Antonieta et Jardim Vila Formosa, où se trouvent de nombreux établissements commerciaux.
La région est également proche d'Itaquerão, le stade du sport clube Corinthians.

### Districts limitrophes
- Vila Matilde - Nord
- Vila Formosa et Carrão - Ouest
- Sapopemba - Sud
- Cidade Líder et São Mateus - Est

## Quartiers
- Aricanduva
- Jardim Antonieta
- Jardim Aricanduva
- Jardim Caguassu
- Jardim Catarina
- Jardim Cotching
- Jardim Galli
- Jardim Guannam
- Jardim Haia do Carrão
- Jardim Iva
- Jardim Machado
- Jardim Nova Carrão
- Jardim Piquerobi
- Jardim Record
- Jardim das Rosas
- Jardim Santo Eduardo
- Jardim Tango
- Jardim Vila Formosa
- Parque Maria Luiza
- Parque Santo Antônio
- Vila Alzira
- Vila Antonieta
- Vila Embira
- Vila Falconi
- Vila Nova Iorque
- Vila Nice
- Vila Rica
- Vila Sara

## Infrastructure
Le quartier aura une station de métro avec l'expansion de la ligne 2 - Verte, et a le Terminus Vila Carrão. En outre, SPTrans propose plusieurs lignes de bus, principalement de la région 4, qui relient le quartier à des points d'intérêt, tels que les stations de la ligne 2 - Verte et de la ligne 3 - Rouge, au parc Dom Pedro, à la Praça da Sé et autres terminus de bus de la région.